# Incontri internazionali di rugby a 15 di metà anno 2007
Le tradizionali sfide di metà anno del rugby a 15 vedono nel 2007, le varie squadre sfidarsi in preparazione alla Coppa del Mondo in programma ad ottobre in Francia.
Le squadre Europee vengono sconfitte regolarmente dalle più forti squadre dell'emisfero sud.
- il Galles si reca in Australia: nella prima partita contro una selezione sperimentale dei Wallabies, la squadra tiene il campo bene e sfiora un successo storico, poi crolla nella seconda.

| Sydney 26 maggio 2007 | Australia | 29 – 23 | Galles |  |

| Sydney 2 giugno 2007 | Australia | 31 – 0 | Galles |  |

- L'Inghilterra va a subire due pesanti sconfitte contro il Sudafrica, suo prossimo avversario alla Coppa del Mondo.

| Bloemfontein 26 maggio 2007 | Sudafrica | 58 – 10 | Inghilterra |  |

| Pretoria 2 giugno 2007 | Sudafrica | 55 – 22 | Inghilterra |  |

- L'Irlanda subisce due sconfitte contro i Pumas, suoi prossimi avversari ai Mondiali

| Santa Fe 26 maggio 2007 | Argentina | 22 – 20 | Irlanda |  |

| Buenos Aires 2 giugno 2007 | Argentina | 16 – 0 | Irlanda |  |

- Francia in Nuova  Zelanda: una nazionale francese, priva dei giocatori impegnati nelle finali del campionato nazionale.

| Auckland 2 giugno 2007 | Nuova Zelanda | 42 – 11 | Francia |  |

| Wellington 9 giugno 2007 | Nuova Zelanda | 61 – 10 | Francia |  |

- Italia in Sudamerica:

| Montevideo 9 giugno 2007 | Uruguay | 5 – 29 | Italia |  |

| Buenos Aires 9 giugno 2007 | Argentina | 24 – 6 | Italia |  |

- Figi in Australia. Pesantissima sconfitta

| Perth 9 giugno 2007 | Australia | 49 – 0 | Figi |  |

- Samoa in Sudafrica

| Johannesburg 9 giugno 2007 | Sudafrica | 35 – 8 | Samoa |  |

- Canada in Nuova Zelanda

| Hamilton 16 giugno 2007 | Nuova Zelanda | 64 – 13 | Canada |  |

- la Spagna si reca in tour in Sudamerica

| Santiago 16 agosto 2007 | Cile | 25 – 30 | Spagna |  |

| Montevideo 22 giugno 2007 | Uruguay | 10 – 18 | Spagna |  |

- L'Algeria, appena apparsa sulla scena del rugby si reca in tour in Francia.

| Saint-Affrique 25 agosto 2007 | Agen | 33 – 3 | Algeria XV |  |

| Clichy 7 settembre 2007 | Stade Francaise espoire | 17 – 19 | Algeria XV |  |

| Tolone 15 settembre 2007 | Tolone | – | Algeria XV |  |